# La Isabel de Turrialba
La Isabel es un distrito del cantón de Turrialba, en la provincia de Cartago, de Costa Rica.

## Historia
La Isabel fue creado el 4 de octubre de 2001 por medio de Ley 8150.

## Geografía
La Isabel cuenta con un área de 19,79 km² y una altitud media de 630 m s. n. m.

## Demografía
Para el año 2022, La Isabel cuenta con una población estimada de 6649 habitantes, y para el último censo efectuado, en 2011, La Isabel contaba con una población de 6116 habitantes.

## Localidades
- Cabecera: El Mora
- Poblados: Azul, Ánimas, Alto de Varas (Alto Varal), Guayabo (parte), Jesús María, La Isabel, San Martín.

## Transporte

### Carreteras
Al distrito lo atraviesan las siguientes rutas nacionales de carretera:
- Ruta nacional 415